# Corned-beef
O corned-beef é carne de bovino inicialmente tratada em salmoura e posteriormente fervida em vinagre em fogo lento. Os pedaços empregados de carne costumam pertencer a cortes do que se denomina fralda. A origem do nome provém do processo de salga (ao que se acrescentam grãos de sal que em inglês se denominam corn). Assim, pode-se traduzir literalmente como carne com grãos. Costuma ser enlatada para comercialização.
Corned-beef boil é uma comida servida por descendentes de irlandeses no feriado de Dia de São Patrício nos Estados Unidos. Ele substitui o tradicional bacon irlandês.